# メリッサ (イタリア)
メリッサ（イタリア語: Melissa）は、イタリア共和国カラブリア州クロトーネ県にある、人口約3,500人の基礎自治体（コムーネ）。

## 地理

### 位置・広がり

#### 隣接コムーネ
隣接するコムーネは以下の通り。
- カルフィッツィ
- カザボーナ
- チロ
- チロ・マリーナ
- サン・ニコーラ・デッラルト
- ストロンゴリ